# Вајнаку (Хаваји)
Вајнаку (енгл. Wainaku) насељено је место за статистичке потребе у америчкој савезној држави Хаваји. По попису становништва из 2010. у њему је живело 1.224 становника.

## Демографија
Према попису становништва из 2010. у граду је живело 1.224 становника, што је -3 (-0.2%) становника више него 2000. године.
| Група             | 2000.       | 2010.       |
| Белци             | 227 (18,5%) | 287 (23,4%) |
| Афроамериканци    | 2 (0,2%)    | 3 (0,2%)    |
| Азијати           | 564 (46,0%) | 509 (41,6%) |
| Хиспаноамериканци | 104 (8,5%)  | 109 (8,9%)  |
| Укупно            | 1.227       | 1.224       |